# Apogaeumannomyces
Apogaeumannomyces är ett släkte av svampar. Apogaeumannomyces ingår i ordningen Chaetosphaeriales, klassen Sordariomycetes, divisionen sporsäcksvampar och riket svampar.
|                   | Chaetosphaeriaceae                            |
|                   |                                               |
| Apogaeumannomyces | \| \| Apogaeumannomyces perplexus \| \| \| \| |
|                   | \| \| Apogaeumannomyces perplexus \| \| \| \| |
|                   | Cercosporula                                  |
|                   |                                               |
|                   | Apogaeumannomyces perplexus                   |
|                   |                                               |

|  | Apogaeumannomyces perplexus |
|  |                             |